# ممتاز (ممثلة هندية)
ممتاز (5 يوليو 1980-)، ممثلة هندية معتزلة، اشتهرت بأعمالها في السينما التاميلية.
دخلت صناعة السينما من خلال فيلم التاميل Monisha En Monalisa (1999) للمخرج ثيسينجو راجندار، واكتسبت بعد ذلك شعبية عندما ظهرت في أدوار أخرى في عدة أفلام من بينها Kushi (2000)، Looty (2001) وChocolate (2001). في عام 2018 بعد ظهورها في فيلم Bigg Boss Tamil 2 (الذي كان آخر ظهور إعلامي لها)، أعلنت اعتزالها صناعة السينما نهائيًا بعد أن أمضت 19 عامًا في الصناعة وصرحت بأن ليس لديها أي اهتمام بالعودة.
عرفت ممتاز كممثلة شعبية في صناعة السينما الهندية في العقد الأول من القرن الحادي والعشرين لظهورها في عدة أفلام مثل مونيشا أون موناليزا (1999)، كوشي (2000)، شوكولاتة (2001)، جيميني (2002)، ثلاث ورود (2003)، تشيلام (2004)، لندن (2005)، جيري (2006)، فيراسامي (2007) و راجادهي رجا (2009) شوهدت جميعها على أنها أفلام رائجة لمومتاج.

## النشأة
أكملت ممتازا دراستها في مدرسة دير ماري، باندرا في مومباي. بصفتها مراهقة متحمسة للأفلام، كشفت أن غرفتها كانت مليئة بالملصقات التي تصور سريديفي، وعندما كانت حافلة المدرسة تعبر استوديوهات فيلميستان، كانت ترفع رقبتها للخارج لإلقاء نظرة على الفنانين.

## اعتناقها للإسلام
تخلت ممتاز عن صناعة الترفيه الهندية من أجل اعتناق حياة تسترشد بالمبادئ الإسلامية على حد وصفها. ونشرت خبر اعتناقها للأسلام على صفحهتا الخاصة على انستغرام ونصحت أولئك الذين يتذكرون ماضيها بالمضي قدمًا وعدم الإسهاب في حياتها السابقة، وأكدت ممتاز أنها اختارت طريقا مختلفا وطلبت من الناس الامتناع عن ذكر ماضيها.
شاركت ممتاز متابعيها على مواقع التواصل بصورة من المملكة العربية السعودية لأداء العمرة وهي ترتدي الحجاب، مما أثار اهتمامًا كبيرًا على وسائل التواصل الاجتماعي. معربة عن حماستها وامتنانها، وكتبت: "الحمد لله أخيرًا، أزور أكثر مكان مفضل لدي على وجه الأرض. لقد نفدت الكلمات من الإثارة وقلبي ممتن جدًا".